# Xyzzy
xyzzyはWindowsで動作するテキストエディタ。Emacsと一般的なテキストエディタの利点を取り込んでいる。作者は亀井哲弥。マクロ言語としてCommon Lispのサブセット(Xyzzy Lisp)を実装しており、高機能なLisp処理系としての側面も持つ。現在は派生版の開発が続いている。

## 特徴
- エディタの他に、Lispで作成された2画面ファイラー、カレンダー、複素数も計算可能な電卓もインストール時に付属
- C、Perlなど各種プログラミング言語に対応した、Emacs風のメジャー、マイナーモードの利用が可能
- キリル文字、ギリシャ文字など各種文字コードが利用可能であり、多言語混在でテキスト編集が可能
- 拡張用マクロ言語(Xyzzy Lisp)の導入による高い拡張性
- 軽快な動作

などの特徴を持つ。
マクロ言語として採用されているXyzzy LispはCommon Lispに近く6割程度の仕様が実装されている。Emacs Lispとの互換性はあまり無いが、エディタのコマンド関数などCommon Lisp仕様に存在しない部分ではEmacs Lispの影響がみられる。また、Windows APIにアクセスできるなど、Windowsネイティブのソフトウェアである利点をいかした作りになっている。

## 名称
xyzzyの公式な読み方は存在しない。Xyzzy Wikiが行っているアンケートでは「えっくすわいじーじーわい」、「エックスワイゼットゼットワイ」と読む人が多い。英語圏では、『X-Y-Z-Z-Y』、『X-Y-ziz'ee』、『ziz'ee』または『ik-ziz'ee』と発音される。

## 派生版
2005年12月にMIT Licenseを採用してオープンソース化された。それまでは作者の意向により、明示的なライセンスが付けられること無くソースコードが公開されていたが、これにより再配布や改変がライセンスの許諾範囲内に収まることが明確になった。
バージョン0.2.2.235以降、亀井による更新は行われていないが、有志らによって開発が継続されている。
- xyzzy-022 by x022235 最新バージョンは 0.2.2.253 (2014年4月29日 更新)
- xyzzy マルチフレーム版 最新バージョンは 0.2.3.12 (2012年9月6日 更新)
- xyzzy+ at the Wayback Machine (archived 2021-06-29)

## 参照元
1. ↑  広井誠「xyzzy Lisp Programming (geocities WebArchive)」
2. ↑  「[xyzzy:05632] Re: 要望 Filer の位置とか他」 xyzzy Mailing List Archive
3. ↑  「アンケート/xyzzyの呼び方 」Xyzzy Wiki（インターネット・アーカイブ）
4. ↑  「xyzzyの頁」Wiktionary
5. ↑  「xyzzyがオープンソース化」スラッシュドット
6. ↑  『「Emacs」風テキストエディター「xyzzy」が6年ぶりのアップデート』 窓の杜